# Przejście graniczne Roszków-Hať
Przejście graniczne Roszków-Hať – polsko-czechosłowackie przejście graniczne małego ruchu granicznego położone w województwie śląskim, w powiecie raciborskim, w gminie Krzyżanowice, w miejscowości Roszków, zlikwidowane w 1985.

## Opis
Przejście graniczne małego ruch granicznego Roszków-Hať – II kategorii, zostało utworzone 13 kwietnia 1960. Czynne było w okresie 15 marca–30 września w godz. 6.00–19.00. Dopuszczony był ruch osób i środków transportu na podstawie przepustek w związku z użytkowaniem gruntów. Osoby przekraczające granicę w tym przejściu mogły przenosić lub przewozić tylko te przedmioty, które zgodnie z Konwencją lub przepisami wydanymi na jej podstawie nie wymagały zezwolenia na wywóz lub przywóz oraz zwolnione były od cła i innych opłat. Odprawę graniczną i celną wykonywały organy Wojsk Ochrony Pogranicza. Kontrolę graniczną i celną osób, towarów oraz środków transportu wykonywała Strażnica WOP Chałupki.
Formalnie zlikwidowane 24 maja 1985.